# هیدکی نومیاما
هیدکی نومیاما (انگلیسی: Hideki Nomiyama؛ زادهٔ ۲۸ آوریل ۱۹۷۵) بازیکن فوتبال اهل ژاپن است.
از باشگاه‌هایی که در آن بازی کرده‌است می‌توان به باشگاه فوتبال گامبا اوساکا اشاره کرد.